# Mykyta Nesterenko
Mykyta Valentynovyč Nesterenko (in ucraino Микита Валентинович Нестеренко?; Dnipropetrovs'k, 15 aprile 1991) è un discobolo e pesista ucraino.

## Palmarès
| Anno | Manifestazione    | Sede           | Evento           | Risultato | Misura  | Note |
| ---- | ----------------- | -------------- | ---------------- | --------- | ------- | ---- |
| 2007 | Mondiali allievi  | Ostrava        | Getto del peso   | 11º       | 17,52 m |      |
| 2007 | Mondiali allievi  | Ostrava        | Lancio del disco | Oro       | 68,54 m |      |
| 2008 | Mondiali juniores | Bydgoszcz      | Lancio del disco | Bronzo    | 61,01 m |      |
| 2009 | Europei juniores  | Novi Sad       | Getto del peso   | Argento   | 20,22 m |      |
| 2009 | Europei juniores  | Novi Sad       | Lancio del disco | Oro       | 65,73 m |      |
| 2010 | Mondiali juniores | Moncton        | Lancio del disco | 4º        | 60,54 m |      |
| 2011 | Europei under 23  | Ostrava        | Lancio del disco | Argento   | 59,67 m |      |
| 2011 | Universiadi       | Shenzhen       | Lancio del disco | 4º        | 62,60 m |      |
| 2012 | Europei           | Helsinki       | Lancio del disco | 15º       | 61,21 m |      |
| 2012 | Olimpiadi         | Londra         | Lancio del disco | 34º       | 59,17 m |      |
| 2013 | Europei under 23  | Tampere        | Lancio del disco | 13º (q)   | 56,27 m |      |
| 2016 | Europei           | Amsterdam      | Lancio del disco | 20º (q)   | 61,35 m |      |
| 2016 | Giochi olimpici   | Rio de Janeiro | Lancio del disco | 23º (q)   | 60,31 m |      |
| 2018 | Europei           | Berlino        | Lancio del disco | 12º       | 57,66 m |      |
| 2021 | Giochi olimpici   | Tokyo          | Lancio del disco | 20º (q)   | 60,95 m |      |
| 2022 | Europei           | Monaco         | Lancio del disco | 23º (q)   | 57,59 m |      |

## Altre competizioni internazionali
2013
- Argento in Coppa Europa invernale di lanci (under 23) ( Castellón de la Plana), lancio del disco - 61,66 m
- 9º agli Europei a squadre ( Gateshead), lancio del disco - 55,34 m

2014
- 5º in Coppa Europa invernale di lanci ( Leiria), lancio del disco - 61,48 m
- 6º al 10th Meeting Iberoamericano de Atletismo ( Huelva), lancio del disco - 60,88 m

2017
- 8º in Coppa Europa invernale di lanci ( Las Palmas), lancio del disco - 59,57 m